# خشم کوبایی
خشم کوبایی (انگلیسی: Cuban Fury) فیلمی در ژانر کمدی رمانتیک به کارگردانی جیمز گریفیتس است که در سال ۲۰۱۴ منتشر شد.

## خلاصه فیلم
قهرمان سابق مسابقات رقص سالسا، بروس گرت (نیک فراست)، حالا یک مهندس بی‌عرضه است. اما آتش علاقه او به رقص، با عشقی که نسبت به رئیس جدید و فوق‌العاده زیبایش، جولیا (راشیدا جونز) پیدا می‌کند، مجدداً شعله‌ور می‌شود و تنها راهی که وی می‌تواند قلب او را به‌دست بیاورد، این است که به درجه بالایی از مهارت در هنر رقص نایل شود. حالا بروس تنها کاری که باید انجام دهد این است که شور و اشتیاق درونی‌اش را پیدا کرده و بروز دهد...